# Seznam medailistů na letních olympijských hrách v běžecké štafetě na 4 × 400 m
Historický přehled medailistů v štafetách na 4 × 400 metrů na letních olympijských hrách:

## Muži
Muži - od roku 1912
| Rok  | Místo          | Zlato | Výkon vítěze | Stříbro               | Bronz                 |
| ---- | -------------- | --- | ------------ | --------------------- | --------------------- |
| 1912 | Stockholm      | USA - Melvin Sheppard Edward Lindberg Ted Meredith Charles Reidpath                                         | 3,16.6       | Francie               | Velká Británie        |
| 1920 | Antverpy       | Velká Británie - Cecil Griffiths Robert A. Lindsay John Ainsworth-Davis Guy Butler                          | 3,22.2       | Jihoafrická republika | Francie               |
| 1924 | Paříž          | USA - Commodore Cochran Alan Helffrich Oliver MacDonald William Stevenson                                   | 3,16.0       | Švédsko               | Velká Británie        |
| 1928 | Amsterodam     | USA - George Baird Emerson Spencer Frederick Alderman Ray Barbuti                                           | 3,14.2       | Německo               | Kanada                |
| 1932 | Los Angeles    | USA - Ivan Fuqua Edgar Ablowich Karl Warner Bill Carr                                                       | 3,08.2       | Velká Británie        | Kanada                |
| 1936 | Berlín         | Velká Británie - Frederick Wolff Godfrey Rampling William Roberts Godfrey Brown                             | 3,09.0       | USA                   | Německo               |
| 1948 | Londýn         | USA - Arthur Harnden Clifford Bourland Roy Cochran Mal Whitfield                                            | 3,10.4       | Francie               | Švédsko               |
| 1952 | Helsinky       | Jamajka - Arthur Wint Leslie Laing Herb McKenley George Rhoden                                              | 3,03.9       | USA                   | Německo               |
| 1956 | Melbourne      | USA - Charlie Jenkins Louis Jones Jesse Mashburn Tom Courtney                                               | 3,04.8       | Austrálie             | Velká Británie        |
| 1960 | Řím            | USA - Jack Yerman Earl Young Glenn Davis Otis Davis                                                         | 3,02.2       | NSR                   | Britská Západní Indie |
| 1964 | Tokio          | USA - Ollan Cassell Michael Larrabee Ulis Williams Henry Carr                                               | 3,00.7       | Velká Británie        | Trinidad a Tobago     |
| 1968 | Mexico City    | USA - Vincent Matthews Ron Freeman Larry James Lee Evans                                                    | 2,56.2       | Keňa                  | NSR                   |
| 1972 | Mnichov        | Keňa - Charles Asati Hezahiah Nyamau Robert Ouko Julius Sang                                                | 2,59.8       | Velká Británie        | Francie               |
| 1976 | Montréal       | USA - Herman Frazier Benjamin Brown Fred Newhouse Maxie Parks                                               | 2,58.65      | Polsko                | NSR                   |
| 1980 | Moskva         | SSSR - Remigijus Valiulis Michail Linge Nikolaj Černěckij Viktor Markin                                     | 3,01.1       | NDR                   | Itálie                |
| 1984 | Los Angeles    | USA - Sunder Nix Ray Armstead Alonzo Babers Antonio McKay                                                   | 2,57:91      | Velká Británie        | Nigérie               |
| 1988 | Seoul          | USA - Danny Everett Steve Lewis Kevin Robinzine Butch Reynolds                                              | 2,56.16      | Jamajka               | NSR                   |
| 1992 | Barcelona      | USA - Andrew Valmon Quincy Watts Michael Johnson Steve Lewis                                                | 2,55.74      | Kuba                  | Velká Británie        |
| 1996 | Atlanta        | USA - LaMont Smith Alvin Harrison Derek Mills Anthuan Maybank                                               | 2,55.99      | Velká Británie        | Jamajka               |
| 2000 | Sydney         | USA - Alvin Harrison Antonio Pettigrew Calvin Harrison Michael Johnson                                      | 2,56.35      | Nigérie               | Jamajka               |
| 2004 | Atény          | USA - Otis Harris Derrick Brew Jeremy Wariner Darold Williamson                                             | 2,55.91      | Austrálie             | Nigérie               |
| 2008 | Peking         | USA - LaShawn Merritt Angelo Taylor David Neville Jeremy Wariner                                            | 2,55.39 - OR | Bahamy                | Rusko                 |
| 2012 | Londýn         | Bahamy - Chris Brown Demetrius Pinder Michael Mathieu Ramon Miller                                          | 2,56.72      | USA                   | Trinidad a Tobago     |
| 2016 | Rio de Janeiro | USA - Arman Hall Tony McQuay Gil Roberts LaShawn Merritt                                                    | 2,57.30      | Jamajka               | Bahamy                |
| 2020 | Tokio          | USA Michael Cherry Michael Norman Bryce Deadmon Rai Benjamin Vernon Norwood* Randolph Ross* Trevor Stewart* | 2:55.70      | Nizozemsko            | Botswana              |

## Medailové pořadí zemí
| Pořadí             | Země                                 | Zlato | Stříbro | Bronz | Celkem |
| ------------------ | ------------------------------------ | ----- | ------- | ----- | ------ |
| 1.                 | Spojené státy americké (USA)         | 18    | 3       | 0     | 21     |
| 2.                 | Velká Británie (GBR)                 | 2     | 5       | 5     | 12     |
| 3.                 | Jamajka (JAM)                        | 1     | 3       | 1     | 5      |
| 4.                 | Bahamy (BAH)                         | 1     | 1       | 2     | 4      |
| 5.                 | Keňa (KEN)                           | 1     | 1       | 0     | 2      |
| 6.                 | Nigérie (NGR)                        | 1     | 0       | 2     | 3      |
| 7.                 | Sovětský svaz (URS)                  | 1     | 0       | 0     | 1      |
| 8.                 | Francie (FRA)                        | 0     | 2       | 2     | 4      |
| 9.                 | Německo (GER)                        | 0     | 2       | 2     | 4      |
| 10.                | Austrálie (AUS)                      | 0     | 2       | 0     | 2      |
| 11.                | Švédsko (SWE)                        | 0     | 1       | 1     | 2      |
| 12.                | Kuba (CUB)                           | 0     | 1       | 0     | 1      |
| 13.                | Německá demokratická republika (GDR) | 0     | 1       | 0     | 1      |
| 14.                | Polsko (POL)                         | 0     | 1       | 0     | 1      |
| 15.                | Jihoafrická republika (RSA)          | 0     | 1       | 0     | 1      |
| 16.                | Nizozemsko (NED)                     | 0     | 1       | 0     | 1      |
| 17.                | Západní Německo (FRG)                | 0     | 0       | 3     | 3      |
| 18.                | Kanada (CAN)                         | 0     | 0       | 2     | 2      |
| 19.                | Trinidad a Tobago (TRI)              | 0     | 0       | 2     | 2      |
| 20.                | Itálie (ITA)                         | 0     | 0       | 1     | 1      |
| 21.                | Britská Západní Indie (BWI)          | 0     | 0       | 1     | 1      |
| 22.                | Botswana (BOT)                       | 0     | 0       | 1     | 1      |
| Celkem po LOH 2020 | Celkem po LOH 2020                   | 25    | 25      | 25    | 75     |

## Ženy
Ženy - od roku 1972
| Rok  | Místo          | Zlato | Výkon vítěze | Stříbro | Bronz              |
| ---- | -------------- | --- | ------------ | ------- | ------------------ |
| 1972 | Mnichov        | NDR - Dagmar Käslingová Rita Kühneová Helga Seidlerová Monika Zehrtová                                                | 3:22.95      | USA     | NSR                |
| 1976 | Montréal       | NDR - Doris Maletzki Brigitte Rohde Ellen Streidtová Christina Brehmerová                                             | 3:19.23      | USA     | SSSR               |
| 1980 | Moskva         | SSSR - Tatjana Prorotschenko Tatjana Goistschik Nina Sjuskowa Irina Nasarowa                                          | 3:20.2       | NDR     | Velká Británie     |
| 1984 | Los Angeles    | USA - Lillie Leatherwood Sherri Howard Valerie Briscoová-Hooksová Chandra Cheeseboroughová                            | 3:18.29      | Kanada  | NSR                |
| 1988 | Seoul          | SSSR - Taťjana Ledovská Olga Nazarovová Maria Piniginová Olga Bryzginová                                              | 3.15.27 - OR | USA     | NDR                |
| 1992 | Barcelona      | SNS - Jelena Rusina Ludmila Dshigalowa Olga Nazarovová Olga Bryzginová                                                | 3.20.20      | USA     | Velká Británie     |
| 1996 | Atlanta        | USA - Rochelle Stevens Maicel Malone Kim Graham Jearl Milesová Clarková                                               | 3:20.91      | Nigérie | Německo            |
| 2000 | Sydney         | USA - Jearl Milesová Clarková Monique Hennagan Marion Jonesová LaTasha Colander                                       | 3:22.62      | Jamajka | Rusko              |
| 2004 | Atény          | USA - DeeDee Trotterová Monique Hendersonová Sanya Richardsová Monique Hennagan                                       | 3:19.01      | Rusko   | Jamajka            |
| 2008 | Peking         | USA - Mary Winebergová Allyson Felixová Monique Hendersonová Sanya Richardsová                                        | 3:18,54      | Jamajka | Spojené království |
| 2012 | Londýn         | USA - DeeDee Trotterová Allyson Felixová Francena McCororyová Sanya Richardsová-Rossová                               | 3:16,87      | Jamajka | Ukrajina           |
| 2016 | Rio de Janeiro | USA - Allyson Felixová Phyllis Francisová Natasha Hastingsová Courtney Okolová                                        | 3:19,06      | Jamajka | Spojené království |
| 2020 | Tokio          | USA - Allyson Felixová Dalilah Muhammadová Athing Mu Kendall Ellis* Lynna Irby* Wadeline Jonathasová* Kaylin Whitney* | 3:16,85      | Polsko  | Jamajka            |

## Medailové pořadí zemí
| Pořadí | Země                                 | Zlato | Stříbro | Bronz | Celkem |
| ------ | ------------------------------------ | ----- | ------- | ----- | ------ |
| 1.     | Spojené státy americké (USA)         | 7     | 4       | 0     | 11     |
| 2.     | Německá demokratická republika (GDR) | 2     | 1       | 1     | 4      |
| 3.     | Sovětský svaz (URS)                  | 2     | 0       | 1     | 3      |
| 4.     | Sjednocený tým (EUN)                 | 1     | 0       | 0     | 1      |
| 5.     | Jamajka (JAM)                        | 0     | 4       | 1     | 5      |
| 6.     | Rusko (RUS)                          | 0     | 1       | 1     | 2      |
| 7.     | Kanada (CAN)                         | 0     | 1       | 0     | 1      |
| 8.     | Nigérie (NGR)                        | 0     | 1       | 0     | 1      |
| 9.     | Velká Británie (GBR)                 | 0     | 0       | 3     | 3      |
| 10.    | Západní Německo (FRG)                | 0     | 0       | 2     | 2      |
| 11.    | Německo (GER)                        | 0     | 0       | 1     | 1      |
| 12.    | Ukrajina (UKR)                       | 0     | 0       | 1     | 1      |
| Celkem | Celkem                               | 12    | 12      | 12    | 36     |